# Initiative populaire « pour la protection des marais - Initiative de Rothenturm »
L'initiative populaire fédérale « pour la protection des marais - Initiative de Rothenturm » est une initiative populaire suisse, approuvée par le peuple et les cantons le 6 décembre 1987.

## Contenu
L'initiative propose de modifier l'article 24sexies de la Constitution fédérale en y ajoutant un nouvel alinéa spécifiant que toute construction est interdite sur les marais « d'une beauté particulière et présentant un intérêt national » ; l'initiative prévoit également le démantèlement de toutes les constructions contrevenant à la règle dans la zone de Rothenthurm.
Le texte complet de l'initiative peut être consulté sur le site de la Chancellerie fédérale.

## Déroulement

### Contexte historique
Déposée officiellement dans le but de protéger des biotopes menacés, l'initiative vise en fait à empêcher l'agrandissement de la place d'armes de Rothenthurm (située à cheval sur les cantons de Schwytz et de Zoug), selon le Conseil fédéral. Le projet du Département militaire fédéral prévoyait en effet la construction d'une caserne et de deux terrains d'exercices dont l'un se serait trouvé partiellement dans une zone marécageuse.

### Information sur les tourbières et mobilisation
Selon une enquête menée depuis 1978 par Pro Natura Helvética et l'Institut de recherches forestières de Birmensdorf, la surface des tourbières bombées en Suisse diminue, il en reste 1500 hectares dont le tiers en bon état. Les grandes tourbières plates de la Linth ou des lacs de Berne sont détruites. La formation des tourbières date de 15000 ans, à la fin de la dernière période glaciaire. Les eaux de fonte et les sédiments colmatent le sol et s'accumulent dans les creux, les plantes occupent les zones dégagées, puis se décomposent. 7000 ans avant notre ère, le climat se réchauffe, les eaux de fonte font déborder les lacs et la plaine devient marécageuse, avec des roselières et cariçaies. Dans les milieux toujours humides, la décomposition par les aérobies est ralentie et les tourbières se forment. Progressivement l'accumulation de matière organique forme des buttes. Ce milieu particulier abrite une flore et une faune spécialisée et rare, dont des plantes carnivores. Depuis des siècles, la tourbe est extraite pour servir de combustible. Au milieu du XXe siècle la tourbe est exploitée pour l'horticulture, en particulier dans la région de Pont de Martel. Les associations de protection de la nature encouragent le compostage comme alternative et lèvent des fonds pour l'achat, la restauration et l'entretien des terrains.

### Récolte des signatures et dépôt de l'initiative
La récolte des 100 000 signatures nécessaires par le comité s'est déroulée entre le 8 mars 1983 et le 8 septembre 1984. Le 16 septembre 1983, elle a été déposée à la chancellerie fédérale qui l'a déclarée valide le 3 novembre 1983.

### Discussions et recommandations des autorités
Le parlement et le Conseil fédéral ont recommandé le rejet de cette initiative. À titre de contre-projet indirect, le gouvernement a proposé une révision de la loi fédérale sur la protection de la nature et du paysage (LPN), permettant ainsi de ne pas limiter aux marais la protection des biotopes menacés.

### Votation
Soumise à la votation le 6 décembre 1987, l'initiative est acceptée par 17 6/2 cantons et par 57,8 % des suffrages exprimés. Le tableau ci-dessous détaille les résultats par cantons :

## Effets
La modification de la loi sur la protection de la nature, approuvée par le parlement le 19 juin 1987 (soit six mois avant la votation de cette initiative), apporte plusieurs modifications fondamentales dans la protection des biotopes qui ne sont plus limités aux marécages, mais comportent également les zones alluviales, les sites de reproductions d'amphibiens et les prairies maigres ; alors que la Confédération est chargée de dresser un inventaire de ces sites, la protection et l'entretien de ceux-ci incombent aux cantons, si possible sur la base de conventions passées avec les propriétaires ou les exploitants des parcelles concernées.
En 1994, Le Département militaire fédéral vend à des organisations de protection de la nature 36 hectares de tourbières qu'il avait achetées pour la place d'arme de Rothenthurm. Le projet est abandonné à la suite de l'acceptation de l'initiative.
Dès 1977, l'Office fédéral de l'environnement a mis en place un inventaire fédéral des paysages qui « recense les paysages et monuments naturels de Suisse ayant une valeur particulière ». Ainsi, 15 ans après l'acceptation de l'initiative par le peuple, 90 % des hauts-marais d'importance nationale, 75 % des bas-marais et la moitié des sites marécageux du pays sont sous protection. Cependant, une étude menée en 2007 par Pro Natura et basée sur des comparaisons photographies, montre que les marais s'assèchent et se recouvrent de végétation à cause des canaux de drainage mis en place avant la protection des biotopes.